# Joe Letteri
Joseph Bruce Letteri, detto Joe (Aliquippa, 1957), è un effettista e animatore statunitense di origini italiane.
Nato ad Aliquippa, in Pennsylvania, è un esperto di effetti speciali cinematografici digitalizzati, che ha contribuito con il suo talento a realizzare film di grande successo generalmente di genere fantasy, fantascientifico e avveniristico, vincendo sei premi Oscar, quattro premi BAFTA e tre premi VES (Visual Effects Society).

## Biografia
Diplomato alla Center High School in Pennsylvania, dove è stato uno dei sette valedictorians nel 1975, e laureatosi alla California-Berkeley University nel 1981.
Inizia a lavorare nel mondo dello spettacolo come artista di computer grafica con la MetroLight Studios e con la ABC Television. Quindi inizia la sua carriera cinematografica, e contemporaneamente il suo successo, con la Industrial Light and Magic, dove è il coordinatore generale nonché supervisore e tecnico computer grafico per i film The Abyss, Jurassic Park e Casper, società che abbandona per creare assieme a Peter Jackson la Weta Digital, con sede in Nuova Zelanda, con cui inizia a lavorare per realizzare Il Signore degli Anelli e di cui è l'attuale direttore.

## Attività
Tra i vari film in cui ha prestato la sua opera sia come tecnico degli effetti speciali digitali che come supervisore generale ci sono: Guerre stellari, Casper, Jurassic Park, King Kong, (vincendo il premio Oscar), la trilogia de Il Signore degli Anelli (vincendo due premi Oscar), Io robot (candidato al premio Oscar). Con l'attuale società, Weta Digital, specializzata in realizzazioni avanzatissime di grafica animata ed effetti digitali cinematografici, con cui ha realizzato le animazioni computerizzate della maggior parte dei più famosi film di ultima generazione, determina praticamente lo stato dell'arte nel settore cinematografico degli effetti speciali. È tra i precursori della realizzazione delle animazioni digitalizzate per la visualizzazione del cinema in 3D. Recentemente è balzato agli onori delle cronache in tutto il mondo grazie all'enorme successo che ha ottenuto il film Avatar di cui è stato il supervisore generale per gli effetti visivi, e per cui ha vinto il quarto Oscar cinematografico.

## Filmografia

### Collaboratore per gli effetti visivi
- Guerre stellari (Star Wars), regia di George Lucas (1977)
- The Abyss, regia di James Cameron (1989)
- Rotta verso l'ignoto (Star Trek VI: The Undiscovered Country), regia di Nicholas Meyer (1991)
- The Meteor Man, regia di Robert Townsend (1993)
- Jurassic Park, regia di Steven Spielberg (1993)
- I Flintstones (The Flintstones), regia di Brian Levant (1994)
- Casper, regia di Brad Silberling (1995)
- Mission: Impossible, regia di Brian De Palma (1996)
- Daylight - Trappola nel tunnel (Daylight), regia di Rob Cohen (1996)
- Jack Frost, regia di Troy Miller (1998)
- Magnolia, regia di Paul Thomas Anderson (1999)
- Il Signore degli Anelli - La Compagnia dell'Anello (The Lord of the Rings: The Fellowship of the Ring), regia di Peter Jackson (2001)
- Il Signore degli Anelli - Le due torri (The Lord of the Rings: The Two Towers), regia di Peter Jackson (2002)
- Il Signore degli Anelli - Il ritorno del re (The Lord of the Rings: The Return of the King), regia di Peter Jackson (2003)
- Van Helsing, regia di Stephen Sommers (2004)
- Io, robot (I, Robot), regia di Alex Proyas (2004)
- King Kong, regia di Peter Jackson (2005)
- X-Men - Conflitto finale (X-Men: The Last Stand), regia di Brett Ratner (2006)
- The Water Horse - La leggenda degli abissi (The Water Horse: Legend of the Deep), regia di Jay Russell (2007)
- Amabili resti (The Lovely Bones), regia di Peter Jackson (2009)
- Avatar, regia di James Cameron (2009)
- Le avventure di Tintin - Il segreto dell'Unicorno (The Adventures of Tintin: The Secret of the Unicorn), regia di Steven Spielberg (2011)
- L'alba del pianeta delle scimmie (Rise of the Planet of the Apes), regia di Rupert Wyatt (2011)
- Lo Hobbit - Un viaggio inaspettato (The Hobbit: An Unexpected Journey), regia di Peter Jackson (2012)
- L'uomo d'acciaio (Man of Steel), regia di Zack Snyder (2013)
- Lo Hobbit - La desolazione di Smaug (The Hobbit: The Desolation of Smaug), regia di Peter Jackson (2013)
- Apes revolution - Il pianeta delle scimmie (Dawn of the Planet of the Apes), regia di Matt Reeves (2014)
- Lo Hobbit - La battaglia delle cinque armate (The Hobbit: The Battle of the Five Armies), regia di Peter Jackson (2014)
- Batman v Superman: Dawn of Justice, regia di Zack Snyder (2016)
- Il GGG - Il grande gigante gentile (The BFG), regia di Steven Spielberg (2016)
- Justice League, regia di Zack Snyder (2017)
- The War - Il pianeta delle scimmie (War for the Planet of the Apes), regia di Matt Reeves (2017)
- Alita - Angelo della battaglia (Alita: Battle Angel), regia di Robert Rodriguez (2019)
- Gemini Man, regia di Ang Lee (2019)
- The Suicide Squad - Missione suicida (The Suicide Squad), regia di James Gunn (2021)
- Eternals, regia di Chloé Zhao (2021)
- The Batman, regia di Matt Reeves (2022)
- Doctor Strange nel Multiverso della Follia (Doctor Strange in the Multiverse of Madness), regia di Sam Raimi (2022)
- Avatar - La via dell'acqua (Avatar: The Way of Water), regia di James Cameron (2022)
- Peter Pan & Wendy, regia di David Lowery (2023)